# Дуб Палія (дуб черещатий)

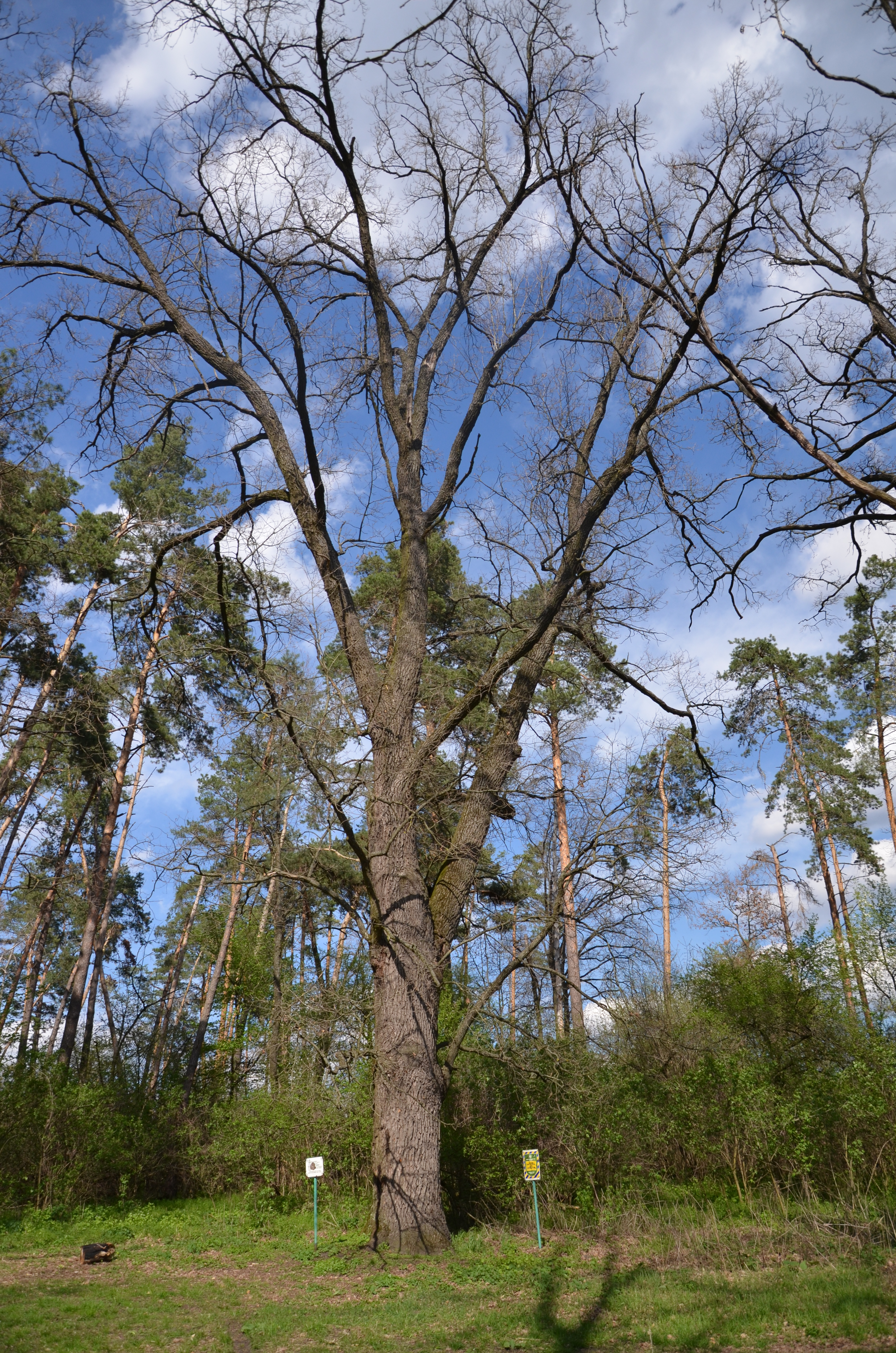
Дуб черешчатий, Волицька сільська рада (Дуб Палія)

Дуб Палія (дуб черещатий) — об'єкт природно-заповідного фонду місцевого значення. Обхват близько 4 м. Висота 25 м. Вік понад 350 років. Росте в урочищі Унава Фастівського лісництва, на територія заказника «Урочище Унава», неподалік від м. Фастова. За легендою, посаджений козацьким полковником Семеном Палієм. У 1972 р. дерево отримало охоронний статус.